# Saint-Vincent-de-Paul (Gironde)
Saint-Vincent-de-Paul ist eine französische Gemeinde im Département Gironde in der Region Nouvelle-Aquitaine. Die Gemeinde liegt zwischen den Städten Bordeaux und Libourne. Während Saint-Vincent-de-Paul im Jahr 1962 noch über 617 Einwohner verfügte, zählt man aktuell 1016 Einwohner (Stand 1. Januar 2022). Die Gemeinde wird durch Buslinien der TBC erschlossen.
Die Gemeinde gehört zum Kanton La Presqu’île im Arrondissement Bordeaux.
Saint-Vincent-de-Paul liegt an der Dordogne in der Weinbauregion Entre deux mers.

## Bevölkerungsentwicklung
| Jahr                       | 1962 | 1968 | 1975 | 1982 | 1990 | 1999 | 2006 | 2018 |
| Einwohner                  | 617  | 670  | 635  | 758  | 963  | 1055 | 1014 | 1002 |
| Quellen: Cassini und INSEE |      |      |      |      |      |      |      |      |

## Sehenswürdigkeiten
- Kirche Vinzenz von Paul (Monument historique)

## Weblinks

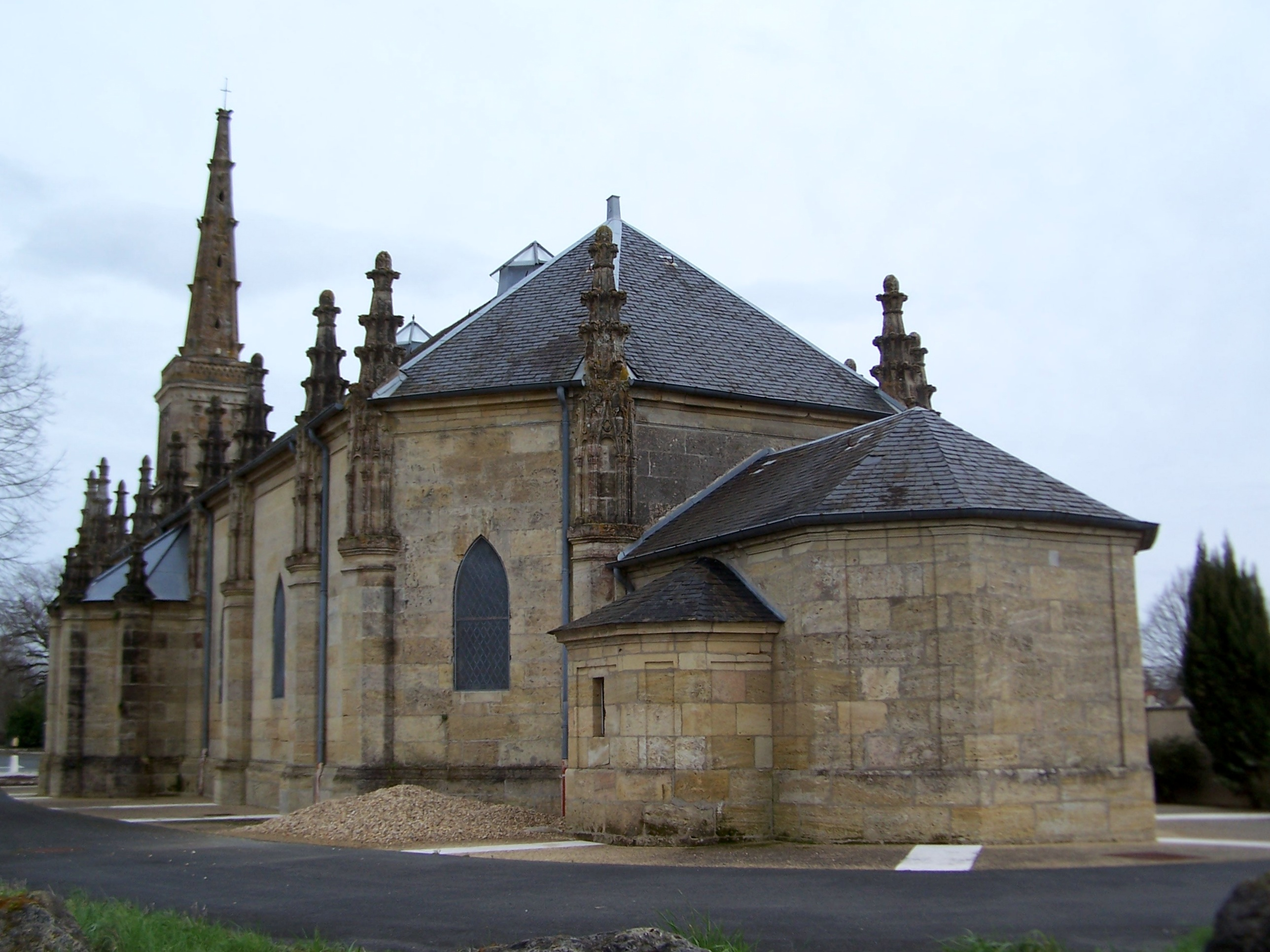
Kirche Vinzenz von Paul